# Locomotiva diesel-elétrica

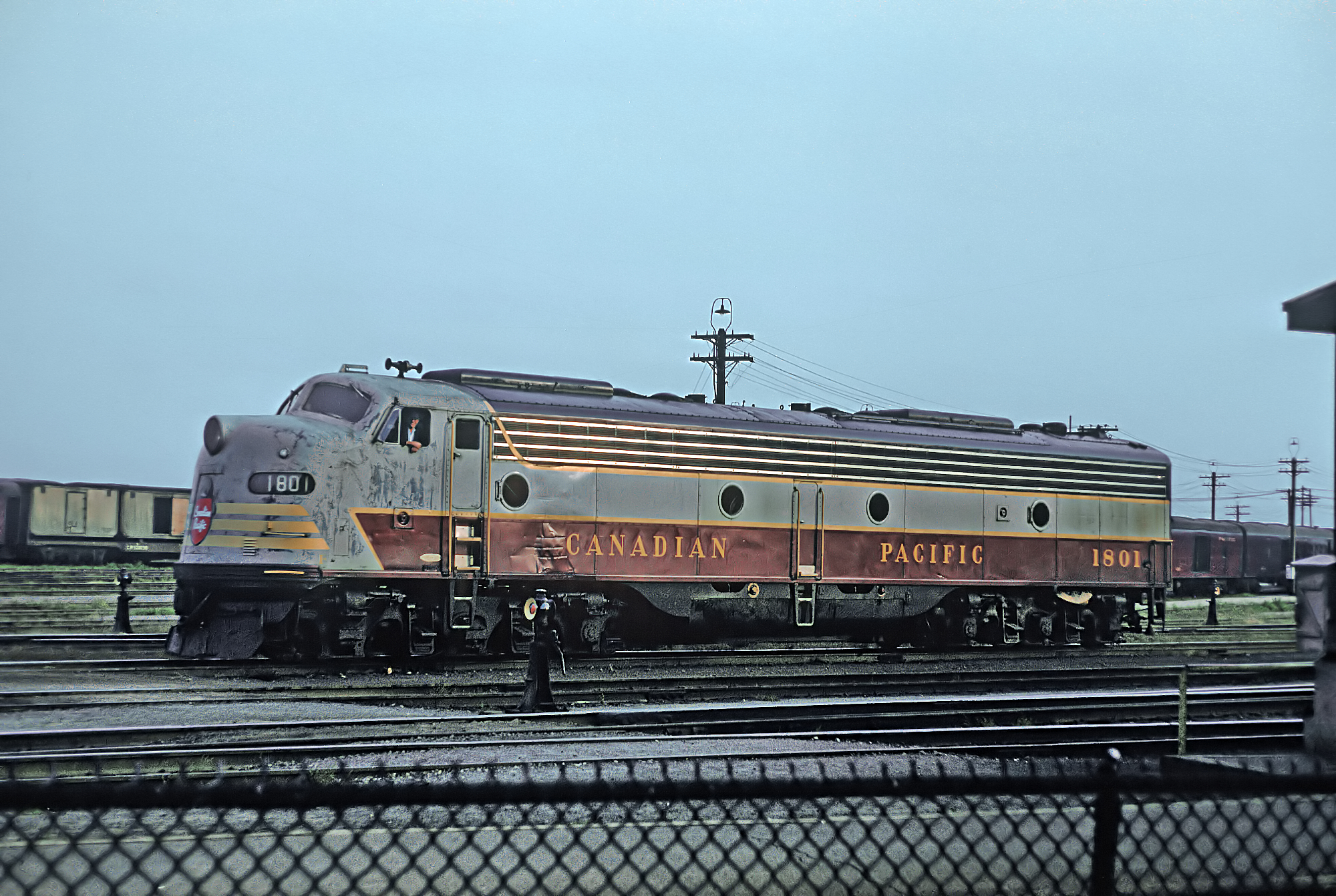
Locomotiva diesel-elétrica CP E8A 1801

A locomotiva diesel-elétrica ou locomotiva híbrida a diesel é um tipo de locomotiva ferroviária em que o motor principal é um a diesel. Vários tipos de locomotivas a diesel foram desenvolvidos, diferindo principalmente nos meios pelos quais a energia mecânica é transmitida às rodas motrizes.
As primeiras locomotivas e vagões de combustão interna usavam querosene e gasolina como combustível. Rudolf Diesel patenteou seu primeiro motor de ignição por compressão em 1898, e melhorias constantes no design dos motores a diesel reduziram seu tamanho físico e melhoraram suas relações potência-peso a um ponto em que um poderia ser montado em uma locomotiva. Os motores de combustão interna só operam eficientemente dentro de uma faixa de potência limitada e, enquanto os motores a gasolina de baixa potência podem ser acoplados a transmissões mecânicas, os motores a diesel mais potentes exigiram o desenvolvimento de novas formas de transmissão.  Isso ocorre porque as embreagens precisariam ser muito grandes nesses níveis de potência e não caberiam em uma estrutura de locomotiva padrão de 2,5 m (8 pés 2 pol) de largura, ou se desgastariam muito rapidamente para serem úteis.
Os primeiros motores a diesel de sucesso usavam transmissões diesel-elétricas e, em 1925, um pequeno número de locomotivas a diesel de 600 hp (450 kW) estavam em serviço nos Estados Unidos. Em 1930, Armstrong Whitworth do Reino Unido entregou duas locomotivas de 1 200 hp (890 kW) usando motores projetados pela Sulzer para a Buenos Aires Great Southern Railway da Argentina. Em 1933, a tecnologia diesel-elétrica desenvolvida por Maybach foi usada para impulsionar o DRG Classe SVT 877, um conjunto de dois carros intermunicipais de alta velocidade e entrou em produção em série com outros conjuntos de carros simplificados na Alemanha a partir de 1935. Nos Estados Unidos, a propulsão diesel-elétrica foi trazida para o serviço de passageiros da linha principal de alta velocidade no final de 1934, em grande parte através dos esforços de pesquisa e desenvolvimento da General Motors que remontam ao final da década de 1920 e dos avanços no design de carrocerias leves da Budd Company.

## Funcionamento e conceito
As locomotivas diesel-elétricas, são movidas a eletricidade, um motor Diesel aciona um alternador que gera a energia elétrica necessária para se acionar os motores elétricos das rodas da locomotiva, fazendo da locomotiva uma usina de força própria, esse esquema se diferencia das locomotivas de tração diesel, que usam um sistema de tração semelhante ao dos caminhões, e não usam motores elétricos.
Os geradores eram do tipo corrente contínua, mas a partir dos anos 1960 foram substituídos por alternadores, o que aumentou a confiabilidade e diminuiu a manutenção.[carece de fontes?]

## Vantagens
- Gera sua própria energia[8]
- Trabalha em qualquer lugar desde que tenha trilhos
- Não precisam interromper a marcha para abastecer ou fazer manutenção em percursos longos
- Parada e partida são imediatas
- São mais eficientes com combustível em relação as locomotivas a Vapor
- Manutenção mais barata e fácil.
- Podem funcionar sem cabine de comando, também se usam locomotivas comandadas sem cabine, a exemplo da British Rail Class 13.

## Locomotivas diesel-elétricas
| - GE C44-9WM - GE UM10B - GE U8B |  | - GE U6B - GE SL65T - EMD SW |  | - EMD GT18MC - EMD GT26MC |